# Кутай, Дмитрий Львович
Дмитрий Львович Кутай  (12 октября 1911 года — 17 марта 1984 года) — вице-адмирал (1964 г.) участник Великой Отечественной войны, деятель советского Военно-морского флота, защитник Ленинграда.

## Биография
Родился 12 октября 1911 года в Казани. Поступил на службу в ряды Военно-морского флота в 1932 году. Позднее в 1935 году прошел ускоренные курсы подготовки командного состава флота, получив звание лейтенанта. В период с 1936 по 1937 год проходил службу в должностях от командира зенитной батареи до помощника командующего кораблем «Октябрьская Революция». В 1940 году получил образование в Военно-морской академии им. К. Е. Ворошилова. После чего был помощником командующего военным кораблем «Максим Горький».
В ходе Великой Отечественной войны прошел стажировку на миноносцах Черноморского флота (1943 г.). Затем занял должность командующего на миноносце «Вице-адмирал Дрозд».
Военная карьера Дмитрия Львовича развивалась стремительно, в 1947 году он получил звание капитана 2-го ранга. В 1951 году стал капитаном 1-го ранга, а в 1958 году уже получил звание контр-адмирала.
С 1958 года занимал должность командующего тылом на Северном флоте.
Скончался 17 марта 1984 года. Погребён в Ленинграде на Серафимовском кладбище.

## Награды
- Орден Красной Звезды (04.02.1942)
- Медаль «За оборону Ленинграда» 22.12.1942[4]
- Медаль «За боевые заслуги» 03.11.1944[5]
- Медаль «За победу над Германией в Великой Отечественной войне 1941—1945 гг.» 09.05.1945
- Орден Красного Знамени 17.05.1945
- Орден Красной Звезды 20.06.1949